# Liste von Tourismusmuseen
Dem Thema Touristik, Freizeitwirtschaft, Reisen und Fremdenverkehrsgeschichte widmen sich folgende Museen:
| Museum                                                  | Ort               | Land        | Anmerkungen |
| ------------------------------------------------------- | ----------------- | ----------- | --- |
| Alte Schmiede, Sommerfrische Museum                     | Schönberg am Kamp | Österreich  | kleines Museum mit historischen Fremdenzimmern (Inventar der Beherbergung aus der Frühzeit des Fremdenverkehrs um die Jahrhundertwende) |
| Freizeitmuseum Langau                                   | Langau            | Österreich  | kleines Gemeindemuseum mit Fokus auf die Alltagskultur von Freizeit, Urlaub und Erholung im Waldviertel                                 |
| Museum Schweizer Hotellerie und Tourismus               | Zollikon          | Schweiz     | Privatsammlung, schloss Ende 2008 nach 16 Jahren Betrieb                                                                                |
| Reise- und Tourismus-Museum – Die Reisekugel            | Berlin-Friedenau  | Deutschland | Privatsammlung, in Aufbau |
| Sport- und Tourismus-Museum (Muzeum Sportu i Turystyki) | Warschau-Żoliborz | Polen       | seit 1952 im Olympischen Zentrum |
| Touriseum – Südtiroler Landesmuseum für Tourismus       | Meran             | Italien     | seit 2003 im Schloss Trauttmansdorff, Geschichte des Tourismus in Südtirol                                                              |
| Tourismusmuseum Gaschurn                                | Gaschurn          | Österreich  | seit 1992 in einem denkmalgeschützten Frühmesshaus, alpingeschichtlicher Schwerpunkt (Museumsverbund Montafoner Museen)                 |
| Tourismuseum                                            | Interlaken        | Schweiz     | Regionalmuseum zur 200-jährigen Geschichte der Region um Interlaken. Ehemals Touristik-Museum der Jungfrau-Region genannt.              |

Sammlungen und Exponate zur Dokumentation des örtlichen Tourismus bieten im Allgemeinen die meisten Heimatmuseen.